# Ákos Elek
Ákos Elek (ur. 21 lipca 1988 w Ózd) – węgierski piłkarz grający na pozycji defensywnego pomocnika. Od 2012 roku jest zawodnikiem klubu Diósgyőri VTK.

## Kariera klubowa
Karierę piłkarską Elek rozpoczął w klubie Kazincbarcikai SC. W 2005 roku awansował do kadry pierwszego zespołu i wtedy też zadebiutował w drugiej lidze węgierskiej. W zespole z miasta Kazincbarcika grał do końca sezonu 2007/2008.
Latem 2008 roku Elek przeszedł do pierwszoligowego klubu FC Fehérvár, który w 2009 roku zmienił nazwę na Videoton FC. W klubie tym swój debiut zanotował 26 lipca 2008 roku w przegranym 0:1 wyjazdowym meczu z BFC Siófok. Od sezonu 2009/2010 jest podstawowym zawodnikiem Videotonu. W sezonach 2009/2010 i 2010/2011 był wybierany do Jedenastki Sezonu Nemzeti Bajnokság I. W sezonie 2009/2010 został wicemistrzem kraju, a w sezonie 2010/2011 wywalczył pierwszy w historii klubu tytuł mistrza Węgier. 17 stycznia 2012 został wypożyczony do Eskişehirsporu, w którym zadebiutował 25 stycznia 2012 w meczu z Trabzonsporem. W lipcu 2012 podpisał trzyletni kontrakt z Diósgyőri VTK.
| Sezon   | Klub              | Kraj  | Rozgrywki | Mecze | Bramki |
| ------- | ----------------- | ----- | --------- | ----- | ------ |
| 2005/06 | Kazincbarcikai SC | Węgry | NB II     | ?     | ?      |
| 2006/07 | Kazincbarcikai SC | Węgry | NB II     | ?     | ?      |
| 2007/08 | Kazincbarcikai SC | Węgry | NB II     | ?     | ?      |
| 2008/09 | FC Fehérvár       | Węgry | NB I      | 11    | 0      |
| 2009/10 | Videoton FC       | Węgry | NB I      | 28    | 5      |
| 2010/11 | Videoton FC       | Węgry | NB I      | 26    | 4      |
| 2011/12 | Videoton FC       | Węgry | NB I      |       |        |

## Kariera reprezentacyjna
W reprezentacji Węgier Elek zadebiutował 5 czerwca 2010 roku w przegranym 1:6 towarzyskim meczu z Holandią. 10 sierpnia 2011 w sparingu z Islandią (4:0) strzelił swojego pierwszego gola w kadrze narodowej.